# Juliette Ernst
Juliette Ernst (* 12. Januar 1900 in Algier; † 28. März 2001 in Lutry im Kanton Waadt) war eine Schweizer Klassische Philologin und langjährige Herausgeberin von L’Année philologique.

## Leben
Juliette Ernst studierte Klassische Philologie an den Universitäten Lausanne, Genf und Paris, wo sie mit Jules Marouzeau in Kontakt kam. Sie trat 1928 in die von ihm geleitete Redaktion der Zeitschrift L’Année philologique ein, der sie bis 1990 angehörte, seit 1964 als Hauptherausgeberin.
In den Jahren von 1942 bis 1948 war sie Lektorin für Französisch an der Universität Basel
Von 1947 bis 1948 war Juliette Ernst massgeblich an der Formation der Fédération Internationale des Associations d’Études Classiques (FIEC) beteiligt, die am 28. und 29. September 1948 in Paris offiziell begründet wurde. Sie fungierte zunächst als stellvertretende Generalsekretärin der Fédération, schliesslich von 1954 bis 1974 als Generalsekretärin.
Für ihre Leistungen wurde Juliette Ernst 1939 mit der Ehrendoktorwürde der Philosophischen Fakultät ihrer Alma Mater Lausanne ausgezeichnet.

## Nachrufe
- François Paschoud: Juliette Ernst (1900-2001): éditrice de l’« Année philologique » et co-fondatrice de la Fédération internationale des études classiques (F.I.E.C.). In: Antiquité tardive 9, 2001, S. 16–18 (online).
- François Paschoud: In memoriam Juliette Ernst. In: Pharos: journal de l’association Antiquité vivante 10, 2001, S. 8–9 (online; PDF-Datei; 537 kB).
- François Paschoud: Juliette Ernst. In: Eikasmós 22, 2001, S. 339–340.
- François Paschoud: Juliette Ernst 1900–2001. In Historia 50 (4), 2001, S. I-II.
- Régine Chambert: Juliette Ernst (1900–2001). In Revue des études latines 79, 2001, S. 16.
- Iancu Fischer: Juliette Ernst (1900-2001). In Studii clasice 34–36, 1998–2000 (2002), S. 257–258.
- Ilse Hilbold, Laura Simon, Thomas Späth: Die Fäden der Altertumswissenschaften in einer Hand: Mademoiselle Ernst und die Antike im 20. Jahrhundert. In Eugesta 6, 2016, S. 187–216.